# Wartaweil
Wartaweil ist ein Ortsteil der Gemeinde Herrsching am Ammersee im oberbayerischen Landkreis Starnberg.
Bis 1938 gehörte der Ort zur Gemeinde Erling.

## Lage
Das Dorf liegt ca. 4 km südwestlich des Kernortes Herrsching, langgestreckt über mehr als 3 km und direkt am Ostufer des Ammersees. Östlich verläuft die Staatsstraße 2068.

## Sehenswürdigkeiten
In der Liste der Baudenkmäler in Herrsching am Ammersee sind für Wartaweil drei Baudenkmäler aufgeführt:
- Die Weiße Säule (Im Seemoos) war eine Orientierungssäule. Der Tuffsteinpfeiler am Seeufer (errichtet um 1629) diente zur Orientierung für Pilger und Fischer.
- Das Denkmal (Ramsee) ist ein Kunststeinpfeiler mit flachem Zeltdach. Die eingelassene Rotmarmorplatte trägt die Inschrift: Hier stand / die Ortschaft Ramsee / mit Kirchlein / St. Nikolaus / Abgebrochen 1860 resp. 1864.
- Das Schlösschen Wartaweil (Wartaweil 79) ist ein zweigeschossiger Walmdachbau mit vier Ecktürmchen. Ursprünglich neugotisch, wurde der Bau im Jahr 1900 für den Kunstmaler George Daris von Architekt Josef Hörauf errichtet. 1966 erfolgte ein Umbau.